# Cleisostoma macrostachyum
Cleisostoma macrostachyum är en orkidéart som beskrevs av Johannes Elias Teijsmann och Simon Binnendijk. Cleisostoma macrostachyum ingår i släktet Cleisostoma och familjen orkidéer.
Artens utbredningsområde är Java. Inga underarter finns listade i Catalogue of Life.